# Gobersa leleupi
Gobersa leleupi är en tvåvingeart som beskrevs av Coninck 1983. Gobersa leleupi ingår i släktet Gobersa och familjen hoppflugor.
Artens utbredningsområde är Tanzania. Inga underarter finns listade i Catalogue of Life.